# Szlarnik szlachetny
Szlarnik szlachetny (Zosterops splendidus) – gatunek małego ptaka z rodziny szlarników (Zosteropidae). Występuje endemicznie tylko na wyspie Ranongga z grupy wysp Nowa Georgia należącej do Wysp Salomona. Nie jest zagrożony wyginięciem.

## Systematyka
Gatunek ten po raz pierwszy zgodnie z zasadami nazewnictwa binominalnego opisał niemiecki przyrodnik Ernst Hartert w 1929 roku na łamach „American Museum Novitates”. Autor nadał gatunkowi nazwę Zosterops splendida, a jako miejsce typowe podał wyspę Ganonga (dawna nazwa Ranongga, skąd pochodzi angielska nazwa tego gatunku Ganongga White-eye).
Dawniej szlarnik szlachetny bywał uznawany za podgatunek szlarnika złotodziobego (Zosterops luteirostris), jednak badania wskazują, że różnią się one genetycznie i morfologicznie. Autorzy Handbook of the Birds of the World uważali, że tworzy on supergatunek ze szlarnikiem szaro-zielonym (Zosterops griseovirescens), szlarnikiem samotnym (Zosterops rennellianus), szlarnikem pręgowanym (Zosterops vellalavella), szlarnikiem złotodziobym (Zosterops luteirostris) i szlarnikiem nadobnym (Zosterops kulambangrae). Obecnie uważa się, że szlarnik szlachetny jest gatunkiem siostrzanym ze szlarnikiem nadobnym (Zosterops kulambangrae). Nie wyróżnia się podgatunków.

### Etymologia
- Zosterops (Fosterops): gr. ζωστηρ zōstēr, ζωστηρος zōstēros „pas”; ωψ ōps, ωπος ōpos „oko”[14].
- splendidus: łac. splendidus – „wspaniały, wielki, genialny”[15].

## Morfologia
Mały ptak o szpiczastym, zakrzywionym, stosunkowo dużym i długim czarnym dziobie. Nogi i stopy żółte. Tęczówki czerwonobrązowe. Nie występuje dymorfizm płciowy. Wokół oczu charakterystyczne, dosyć szerokie, białe obrączki oczne, które od strony dzioba są przerwane czarniawą plamką. Wokół obrączek ocznych czarne przebarwienia. Czoło, okolice dzioba i przednia część góry głowy czarne. Górne części ciała żółtawo-oliwkowe. Lotki skrzydeł i sterówki ogona czarne z żółtawo-oliwkowymi obrzeżami. Dolne partie ciała: gardło, podgardle, szyja, pierś, brzuch i pokrywy podogonowe złotożółte. Boki brzucha z oliwkowatym przebarwieniem. Długość ciała 11,5–12 cm. Długość skrzydła 60–61,5 mm, a dzioba 16–17 mm.

## Zasięg występowania
Zasięg występowania (EOO, Extent of Occurrence) według szacunków organizacji BirdLife International obejmuje tylko około 224 km². Szlarnik szlachetny występuje tylko na jednej wyspie Ranongga z grupy wysp Nowa Georgia należącej do Wysp Salomona. Gatunek ten występuje w zakresie wysokości od poziomu morza do 850 m n.p.m.

## Ekologia
Gatunek ptaka, którego habitatem są różne środowiska od pierwotnego lasu mglistego, poprzez krzaki i ogrody do lasów wtórnego wzrostu. Dieta tego gatunku nie jest opisana. Długość pokolenia jest określana na 2,6 roku.

### Rozmnażanie
Brak informacji na temat rozmnażania.

## Status zagrożenia
W Czerwonej księdze gatunków zagrożonych Międzynarodowej Unii Ochrony Przyrody (IUCN) szlarnik szlachetny od 2022 roku jest klasyfikowany jako gatunek najmniejszej troski (LC, ang. Least Concern); wcześniej uznawano go za gatunek narażony (VU, ang. Vulnerable). Liczebność populacji pierwotnie była szacowana na 2500–9999 dorosłych osobników, jednak obecnie uważa się, że gatunek ten jest dosyć pospolity; trend populacji uznawany jest za dosyć stabilny.